# 进都乡
进都乡，是中华人民共和国四川省绵阳市三台县曾经下辖的一个乡。2019年12月，撤销进都乡，将其所属行政区域划归乐安镇管辖。

## 行政区划
进都乡撤销前下辖以下地区：
场镇社区、响滩子村、龙凤村、侯家沟村、仙桥村、双山村和芭蕉村。